# アイン・マクドガル
アイン・マクドガル（Ain MacDougal）は、株式会社やのまんより発売されたスーパーファミコン用ゲーム・『フェーダ』シリーズのキャラクターの一人。種族はウルフリング（狼獣人）である。
キャラクターデザインは、玉木美孝。
声優はドラマCD・『フェーダ・リメイク』・『フェーダ2』全て郷里大輔が担当。
本シリーズの、第一作『エンブレムオブジャスティス』、第二作『フェーダ・リメイク』、第三作『フェーダ2ホワイトサージ』に登場した。漫画等にも登場している。又、第一作、第二作ではサブ主人公として登場した。

## プロフィール
身長は、204cmと長身。体重は不明。年齢不詳だが、第一作で30歳程度、第三作で40歳程度に見える。ゲーム中では、必殺技として、峰月斬、峰討ちを使った。
バルフォモーリア帝国軍・第108陸軍猟兵大隊第42治安執行部隊第3班小隊長（階級は軍曹）で、千年戦争の頃は、アイン軍曹のゴールドアイ小隊は74.4％という帝国軍屈指の作戦遂行率を誇った。又、奇襲攻撃に長けていた。
シリーズ第一作で、バド村の事件で牢屋に入れられたブライアン・ステルバートの脱獄を助け、部下であったドーラ・システィールとともに脱走兵となった。その後は、アルカディア解放軍独立第3遊撃部隊所属となった。
第三作は、第一作の八年後の世界で、グスコー王国義勇軍に傭兵として参加。応援の為、ビルガンテス公国第99独立部隊、通称「ホワイト＝サージ」と合流し、その後、同隊の一員となった。

## 余談
スタッフからの公表はないが、名前の由来は『青の騎士ベルゼルガ物語』のケイン・マクドガルだと思われる。